# Lyfjaberg
Lyfjaberg (del nórdico antiguo: montaña de la sanación) en la mitología nórdica es un monte donde la gigante Menglöð se sienta acompañada de nueve doncellas, posiblemente nornas o valquirias. Menglöð está prisionera de un gigante llamado Fjölsvinnr y rescatada por el héroe Svipdagr según el poema Fjölsvinnsmál. En el castillo de Lyfjaberg habita un vigilante llamado Fjölsviðr, un nombre para Odín en Grímnismál (47), acompañado de sus lobos Geri y Gifr. El monte también aparece en los poemas Svipdagsmál y Grógaldr.